# Шуманай
Шуманай (кар. Shomanay; узб. Шуманай, Shumanay) — місто в Узбекистані, центр Шуманайського району Каракалпакстану.
Місто розташоване на каналі Шуманай, біля кордону з Туркменістаном, за 25 км на захід залізничної станції Шуманай на лінії Бейнеу—Тахіаташ.
Населення 10 513 мешканців (перепис 1989).
Статус міста з 1983 року.